# SEC23B
SEC23B‏ (Sec23 homolog B, coat complex II component) هوَ بروتين يُشَفر بواسطة جين SEC23B في الإنسان.